# Wapen van Gieten

Het wapen van Gieten

Het wapen van Gieten werd op 20 augustus 1941 door de Secretaris-Generaal van het departement van Algemene Zaken aan de gemeente Gieten verleend. Het wapen bleef tot de gemeentelijke fusie in 1998 in gebruik, dat jaar is de gemeente opgegaan in de gemeente Aa en Hunze.

## Blazoenering
De blazoenering van het wapen luidde als volgt:
In keel een omgewende opspringende hazewindhond van zilver, gehalsband van goud. Het schild gedekt met een gouden kroon van drie bladeren en twee paarlen.
Dit houdt in dat het wapen rood is met daarop een zilveren hazewindhond. Om de hals van de hond een gouden halsband, hierdoor is het wapen eigenlijk een raadselwapen omdat metalen (zilver en goud) elkaar niet mogen raken. Op het schild staat een gravenkroon.

## Herkomst
Hoewel het wapen in 1941 werd verleend is het al langer bekend als symbool voor de gemeente Gieten. In 1883 werd het in de Statenzaal in Assen geplaatst en in 1937 gebruikte een lokale zangvereniging een hond als symbool. Waar de windhond als symbool van Gieten vandaan komt is niet geheel duidelijk. Mogelijk heeft het te maken met de jacht, het werd als zodanig in de 16e eeuw genoemd, maar de jacht met honden kwam in de 19e eeuw al niet meer voor rond Gieten. Het is goed mogelijk dat het een afgeleide is van een familiewapen, welke familie is niet bekend omdat er nooit een verband is aangetoond.